# Roger Brulart, markiz de Sillery et de Puisieux
Roger Brulart, markiz de Sillery et de Puisieux (ur. 1640, zm. 1719) był francuskim oficerem i dyplomatą.
W okresie od kwietnia 1698 do grudnia 1708 Roger Brulart był posłem Królestwa Francji w Szwajcarii. 